# Christian Bäckman
Pour les articles homonymes, voir Backman.
Christian Bäckman (né le 20 juin 1980 à Alingsås en Suède) est un joueur professionnel de hockey sur glace. Il évolue au poste de défenseur.

## Carrière en club
Formé au Alingsås HC, il rejoint les équipes de jeunes du Frölunda HC. Il commence sa carrière junior en 1996-1997 en jouant dans le championnat de Suède moins de 20 ans. L'année d'après, il joue avec les moins de 18 ans et les moins de 20 ans.
En 1998, lors du repêchage d'entrée dans la Ligue nationale de hockey, il est choisi par les Blues de Saint-Louis en tant que 24e choix de la première ronde. Il reste néanmoins en Suède et même s'il joue quelques matchs avec les moins de 20 ans, il passe le plus clair de son temps dans le championnat sénior (Elitserien).
En 1999-2000, il joue avec les moins de 20 ans et les séniors mais joue également pour le Gislaveds SK en deuxième division.
Il faut attendre 2002-2003 pour le voir sur une patinoire d'Amérique du Nord. Il rejoint alors les Blues mais ne joue que quatre matchs. Le reste du temps, il évolue dans la Ligue américaine de hockey pour les IceCats de Worcester. La saison d'après, il devient titulaire avec les Blues et inscrit 37 points (11 buts et 25 aides).
Au cours de la saison 2004-2005 de la LNH annulée en raison d'un lock-out, il retourne jouer dans son club formateur et en compagnie de nombreux autres joueurs suédois évoluant dans la LNH, il gagne avec le Frölunda le championnat. Il finit meilleur compteur +/- des séries éliminatoires du championnat avec +29 et est élu dans l'équipe type de Suède.
Au cours de la saison 2005-2006, il retourne jouer en Amérique du Nord et a une moyenne de 24 minutes par match.

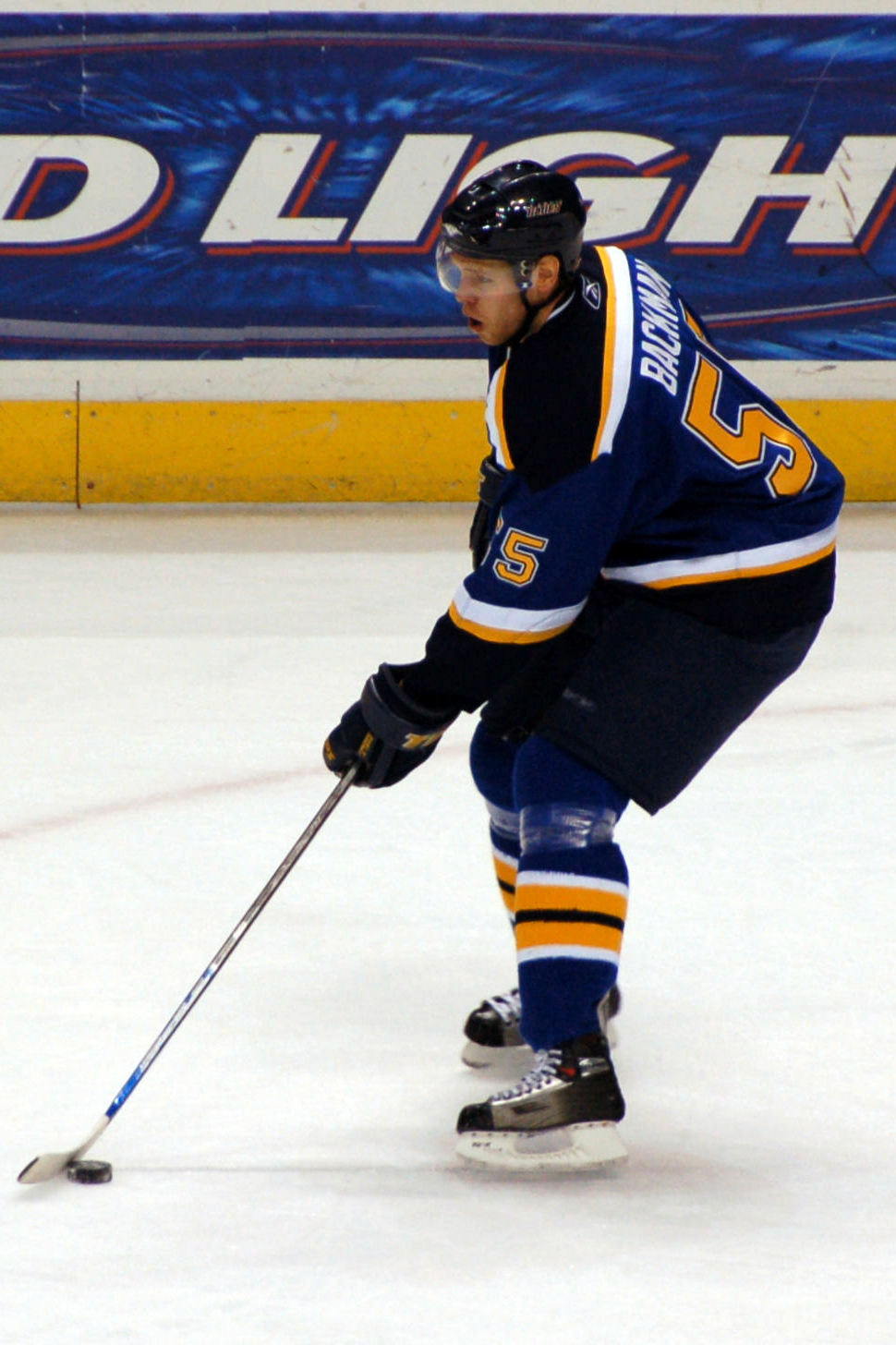
Bäckman avec les Blues de Saint-Louis.

Le 10 août 2006, les Blues annoncent qu'ils prolongent Bäckman pour plusieurs saisons même si aucune information sur le salaire ou la durée du contrat n'a été fournie. Selon le journal suédois Aftonbladet le contrat donnerait à Bäckman 7 millions de dollars pour trois saisons.
Le 26 février 2008, les Blues l'envoient aux Rangers de New York en retour d'un choix de quatrième ronde au repêchage de 2008. Le 2 juillet 2008, il est échangé avec Fiodor Tioutine aux Blue Jackets de Columbus en retour de Nikolaï Jerdev et Dan Fritsche.
Il retourne dans son club d'origine, le Frölunda HC, pour la saison 2009-2010.

## Carrière internationale
Bäckstrom représente la Suède au niveau international lors des compétitions suivantes :
- Championnat du monde junior
  - 1999 et 2000
- Championnat du monde
  - 2004 :  Médaille d'argent.
  - 2005

Il participe également aux Jeux olympiques d'hiver de 2006 à Turin en Italie, remportant la médaille d'or.

## Statistiques

### En club
| Saison     | Équipe                   | Ligue              |     | Saison régulière | Saison régulière | Saison régulière | Saison régulière | Saison régulière |   | Séries éliminatoires | Séries éliminatoires | Séries éliminatoires | Séries éliminatoires | Séries éliminatoires |
| Saison     | Équipe                   | Ligue              | PJ  | B                | A                | Pts              | Pun              | PJ               | B | A                    | Pts                  | Pun                  |                      |                      |
| 1996-1997  | Frölunda HC              | Elitserien Jr.     | 26  | 2                | 5                | 7                |                  |                  |   |                      |                      |                      |                      |                      |
| 1997-1998  | Frölunda HC              | Allsvenskan Jr. 18 |     |                  |                  |                  |                  |                  |   |                      |                      |                      |                      |                      |
| 1997-1998  | Frölunda HC              | Elitserien Jr.     | 28  | 5                | 14               | 19               | 12               |                  |   |                      |                      |                      |                      |                      |
| 1998-1999  | Frölunda HC              | Elitserien Jr.     | 9   | 0                | 4                | 4                | 12               |                  |   |                      |                      |                      |                      |                      |
| 1998-1999  | Frölunda HC              | Elitserien         | 49  | 0                | 4                | 4                | 4                | 4                | 0 | 0                    | 0                    | 0                    |                      |                      |
| 1999-2000  | Frölunda HC              | Elitserien Jr.     | 6   | 2                | 2                | 4                | 0                |                  |   |                      |                      |                      |                      |                      |
| 1999-2000  | Frölunda HC              | Elitserien         | 27  | 1                | 0                | 1                | 14               | 5                | 0 | 0                    | 0                    | 0                    |                      |                      |
| 1999-2000  | Gislaveds SK             | Allsvenskan        | 21  | 5                | 2                | 7                | 8                |                  |   |                      |                      |                      |                      |                      |
| 2000-2001  | Frölunda HC              | Elitserien         | 50  | 1                | 10               | 11               | 32               | 3                | 0 | 2                    | 2                    | 2                    |                      |                      |
| 2001-2002  | Frölunda HC              | Elitserien         | 44  | 7                | 4                | 11               | 38               | 10               | 0 | 0                    | 0                    | 8                    |                      |                      |
| 2002-2003  | IceCats de Worcester     | LAH                | 72  | 8                | 19               | 27               | 66               | 3                | 0 | 1                    | 1                    | 5                    |                      |                      |
| 2002-2003  | Blues de Saint-Louis     | LNH                | 4   | 0                | 0                | 0                | 0                |                  |   |                      |                      |                      |                      |                      |
| 2003-2004  | IceCats de Worcester     | LAH                | 4   | 1                | 2                | 3                | 2                |                  |   |                      |                      |                      |                      |                      |
| 2003-2004  | Blues de Saint-Louis     | LNH                | 66  | 5                | 13               | 18               | 16               | 5                | 0 | 2                    | 2                    | 4                    |                      |                      |
| 2004-2005  | Frölunda HC              | Elitserien         | 50  | 4                | 15               | 19               | 40               | 14               | 2 | 7                    | 9                    | 10                   |                      |                      |
| 2005-2006  | Blues de Saint-Louis     | LNH                | 52  | 6                | 12               | 18               | 48               |                  |   |                      |                      |                      |                      |                      |
| 2006-2007  | Blues de Saint-Louis     | LNH                | 61  | 7                | 11               | 18               | 36               |                  |   |                      |                      |                      |                      |                      |
| 2007-2008  | Blues de Saint-Louis     | LNH                | 45  | 1                | 9                | 10               | 30               |                  |   |                      |                      |                      |                      |                      |
| 2007-2008  | Rangers de New York      | LNH                | 18  | 2                | 6                | 8                | 20               | 8                | 0 | 0                    | 0                    | 12                   |                      |                      |
| 2008-2009  | Blue Jackets de Columbus | LNH                | 56  | 2                | 5                | 7                | 32               |                  |   |                      |                      |                      |                      |                      |
| 2009-2010  | Frölunda HC              | Elitserien         | 47  | 10               | 18               | 28               | 46               | 7                | 1 | 2                    | 3                    | 6                    |                      |                      |
| 2010-2011  | Frölunda HC              | Elitserien         | 21  | 4                | 13               | 17               | 8                | -                | - | -                    | -                    | -                    |                      |                      |
| 2011-2012  | Frölunda HC              | Elitserien         | 55  | 11               | 16               | 27               | 48               | 6                | 0 | 2                    | 2                    | 2                    |                      |                      |
| 2012-2013  | Frölunda HC              | Elitserien         | 54  | 7                | 15               | 22               | 36               | 6                | 1 | 3                    | 4                    | 0                    |                      |                      |
| 2013-2014  | Frölunda HC              | SHL                | 50  | 2                | 5                | 7                | 36               | 7                | 1 | 1                    | 2                    | 2                    |                      |                      |
| 2014-2015  | Frölunda HC              | LdC                | 10  | 2                | 6                | 8                | 2                | -                | - | -                    | -                    | -                    |                      |                      |
| 2014-2015  | Frölunda HC              | SHL                | 33  | 4                | 3                | 7                | 16               | 13               | 0 | 2                    | 2                    | 8                    |                      |                      |
| Totaux LNH | Totaux LNH               | Totaux LNH         | 302 | 23               | 56               | 79               | 182              | 13               | 0 | 2                    | 2                    | 16                   |                      |                      |

### En équipe nationale
| Année | Évènement                   |   | PJ | B | A | Pts | Pun | +/-                         |  | Résultat |
| 1997  | Championnat d'Europe junior | 4 | 0  | 0 | 0 | 2   |     | Médaille d'argent           |  |          |
| 1998  | Championnat d'Europe junior | 6 | 2  | 6 | 8 | 2   |     | Médaille d'or               |  |          |
| 1999  | Championnat du monde junior | 6 | 0  | 3 | 3 | 0   |     | Quatrième place             |  |          |
| 2000  | Championnat du monde junior | 7 | 1  | 1 | 2 | 6   | +8  | Cinquième place             |  |          |
| 2004  | Coupe du monde              | 0 | 0  | 0 | 0 | 0   | 0   | Éliminée en quart de finale |  |          |
| 2004  | Championnat du monde        | 9 | 1  | 2 | 3 | 6   | 0   | Médaille d'argent           |  |          |
| 2005  | Championnat du monde        | 9 | 1  | 1 | 2 | 6   | 0   | Quatrième place             |  |          |
| 2006  | Jeux olympiques             | 8 | 1  | 2 | 3 | 6   | -1  | Médaille d'or               |  |          |
| 2010  | Championnat du monde        | 9 | 0  | 3 | 3 | 10  | +4  | Médaille de bronze          |  |          |